# Acanthops parva
Espèce
Acanthops parva est une espèce d'insectes, de  l'ordre des Mantodea, de la famille des Acanthopidae, de la sous-famille des Acanthopinae et de la tribu des Acanthopini.

## Dénomination
- Cette espèce a été décrite par Max Beier en 1941.

## Répartition
Acanthops parva se rencontre au Brésil. 